# Ксиліт

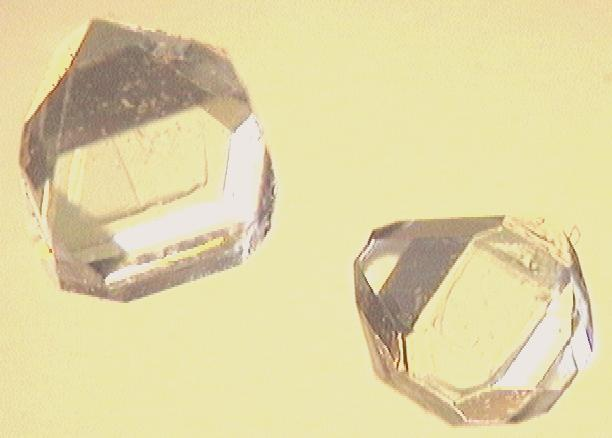
Кристали ксиліту

Ксиліт — п'ятивуглецевий цукровий спирт, що використовується як замінник цукру, природний підсолоджувач. Біла кристалічна речовина, без запаху, добре розчиняється у воді, приблизно настільки ж солодка, як і цукроза, але містить лише дві третини її енергетичної цінності. Енергетична цінність 2,4 ккал/г (сахароза — 3,87 ккал/г).

## Історія
Німецький професор хімії Еміль Фішер (нім. Hermann Emil Fischer) та його асистент Рудольф Штахель (нім. Rudolf Stahel) виділили нову сполуку з трісок бука у вересні 1890 року і назвали її ксилит. Наступного року французький хімік М. Бертран виділив сироп ксиліту шляхом переробки пшеничної та вівсяної соломи. Дефіцит і нормування цукру під час Другої світової війни спричинило зацікавленість в цукрозамінниках. Підвищення цікавості до ксиліту та інших поліолів призвело до вивчення їх характеристик і методів виробництва.

## Одержання
Міститься у волокнах багатьох фруктів та овочів, включаючи суниці, кукурудзу та гриби. Ксиліт може бути виділений з волокон кукурудзи, берези, малини і сливи. Його одержують гідролізом бавовняного лушпиння, кукурудзяних качанів або березової кори. Спочатку отримують ксилозу, яку відновлюють до ксиліту.
Промислове виробництво ксиліту було налагоджене в СРСР, адже для його виготовлення можна було використовувати відходи сільського господарства — зокрема соняшникове або ж бавовняне лушпиння, які для інших цілей просто не використовували. Не дивно, що перший завод з виробництва ксиліту був побудований в узбецькій Фергані — радянській «столиці бавовни». Трохи пізніше виробництво ксиліту налагодили в Японії і Німеччині. А сьогодні головним постачальником цього підсолоджувача стала Фінляндія. Там як сировину використовують головним чином відходи деревини.
В Україні виробництво його не налагоджено, хоча його можна отримувати на цукрових заводах без особливих змін технологічного процесу.
Ксиліт засвоюється повільніше ніж глюкоза, тому при застосуванні значних доз він затримується в кишечнику, що приводить до його розладу (діареї), причому засвоєння ксиліту майже не залежить від рівня інсуліну в крові. Добова доза — 30-50 г, разова 5-10 г, вживання в кількості понад 50 г в день може викликати діарею.

## Вплив на здоров'я

### Стоматологія
У 2015 році Кокранівський огляд з десяти досліджень між 1991 і 2014 роками довів позитивний ефект у зниженні захворюваності на карієс при використанні ксилітвмісних фторидних зубних паст порівняно з зубною пастою, що містить лише фтор, але було недостатньо доказів, щоб визначити, чи можуть інші продукти, що містять ксиліт, запобігти карієсу у немовлят, дітей або дорослих. Подальші огляди підтвердили переконання, що ксиліт може пригнічувати ріст патогенних стрептококів у роті, тим самим зменшуючи ризик розвитку карієсу і гінгівіту, хоча є занепокоєння, що ксиліт при проковтуванні може викликати кишковий дисбактеріоз. Огляд 2022 року показав, що ксиліт, який міститься в жувальній гумці, зменшує зубний наліт, але не цукерки з ксилітом.

### Оториноларингологія
У 2011 році Європейське агентство з безпечності харчових продуктів (англ. European Food Safety Authority — EFSA) дійшло висновку, що недостатньо доказів на підтримку твердження про те, що підсолоджена ксилітом камедь може запобігти інфекціям середнього вуха, також відомим як гострий середній отит (ГСО).
Огляд 2016 року показав, що ксиліт у жувальній гумці або сиропі може мати помірний ефект у профілактиці ГСО у здорових дітей. Це може бути альтернативою звичайним методам лікування (наприклад антибіотиками) щоб знизити ризик болю у вухах у здорових дітей — зниження ризику виникнення на 25 % –, хоча немає остаточних доказів того, що його можна використовувати як терапію болю у вусі.

### Діабет
У 2011 році EFSA схвалило маркетингову заяву про те, що продукти або напої, що містять ксиліт або подібні замінники цукру, спричиняють зниження рівня глюкози в крові та зниження рівня інсуліну порівняно з продуктами чи напоями, що містять цукор. Продукти ксиліту використовують як замінники цукрози для контролю ваги, оскільки ксиліт має на 40 % менше калорій, ніж цукроза (2,4 ккал/г порівняно з 4,0 ккал/г для цукрози). Глікемічний індекс (ГІ) ксиліту становить лише 7 % ГІ глюкози.

### Негативні ефекти
При прийомі всередину у високих дозах ксиліт та інші поліоли можуть викликати шлунково-кишкові розлади, зокрема метеоризм, діарею і синдром подразненого кишечника; деякі люди відчувають побічні ефекти і при менших дозах. Ксиліт має нижчий поріг послаблення, ніж деякі цукрові спирти але переноситься легше, ніж маніт і сорбіт.
Збільшення споживання ксиліту може збільшити виділення оксалату, кальцію та фосфату з сечею (так звані оксалурія, кальціурія, і фосфатурія, відповідно). Це відомі фактори ризику нирковокам'яної хвороби, але, незважаючи на це, ксиліт не був пов’язаний із захворюваннями нирок у людей.
У 2024 році Європейський кардіологічний журнал повідомив, що високий рівень ксиліту у крові пов’язаний із підвищеним ризиком серцевих нападів, інсультів і смерті. Дослідницька група вивчила понад 3000 людей у США та Європі протягом 3 років і виявила, що люди з найбільшою кількістю ксиліту в плазмі крові частіше мають проблеми з серцем або кровоносними судинами. Зокрема, Стенлі Хейзен (англ. Stanley Hazen), доктор медичних наук і голова відділу серцево-судинних і метаболічних досліджень клініки Клівленд Дослідницького інституту Лернера заявив у прес-релізі:
|  | Це дослідження знову показує нагальну потребу в дослідженні цукрових спиртів і штучних підсолоджувачів, особливо тому, що вони продовжують рекомендуватися для боротьби з такими захворюваннями, як ожиріння або діабет. Це не означає, що потрібно викинути зубну пасту, якщо в ній є ксиліт, але ми повинні знати, що споживання харчових продуктів з високим рівнем ксиліту може збільшити ризик подій, пов’язаних із тромбами. |

У відповідь на це дослідження Рада з контролю за калоріями (англ. Calorie Control Council), торгова асоціація, що представляє виробників низькокалорійних харчових продуктів і напоїв, заявила, що ксиліт був схвалений протягом десятиліть державними установами. Результати дослідження можуть не стосуватися загальної популяції, оскільки деякі люди в дослідженні вже мали вищий ризик проблем із серцем і кровоносними судинами.